# 胡安安
胡安安（Josephine Blankstein，1980年7月15日—），原來的藝名：許安安，台灣女演員及模特兒，曾參與多部電視劇及電影的演出，畢業於國立臺灣戲曲專科學校劇場藝術科。2010年起在螢光幕前宣佈正式改為本名：胡安安。2012年左右搬回美國洛杉磯定居，有多張執照的她，在美國地方大學當教授；並開了一間工作室「安安美學堂-BLANKSTEIN'S Beauty&Style」，教民眾彩妝、油畫等藝術創作。繼父為美國人。

## 演出作品

### 電視劇
| 年份   | 頻道 | 劇名             | 飾演    |
| ------ | ---- | ---------------- | ------- |
|        |      | 醜女大翻身       |         |
| 2002年 |      | 麻辣高校生       | 許安安  |
| 2003年 |      | 麻辣鮮師         | 明日香  |
| 2005年 | 華視 | 我只在乎你       | 游可頤  |
| 2006年 | 華視 | 聖稜的星光       | 安安    |
|        |      | Ｑ狼特勤組       |         |
| 2006年 | 華視 | 寶島少女成功記   | 蔣裕芬  |
|        |      | 白色巨塔         | 徐翠鳳  |
|        |      | 愛情來了         |         |
|        |      | 高校有刀         | Amy老師 |
| 2007年 |      | 面具             | 詠琦    |
|        |      | 亂世豪門         | 秋蓮    |
| 2012年 | 華視 | 溫柔的慈悲       | 胡彩春  |
| 2015年 |      | PMAM之慾望俱樂部 | 胡安安  |

### 電影
| 年份   | 片名                                                                    | 飾演   |
| ------ | ----------------------------------------------------------------------- | ------ |
| 1999年 | 海上花                                                                  |        |
| 2000年 | 一一                                                                    |        |
| 2003年 | 三方通話 二十五小時便利商店                                             |        |
| 2004年 | 狂放 (短篇實驗電影) 導演：陳正道 (獲選威尼斯影展國際影評人週青年導演獎) |        |
|        | 五月之戀                                                                |        |
|        | 約會                                                                    |        |
| 2007年 | 神鬼高校                                                                |        |
| 2006年 | 一年之初                                                                | FiFi   |
|        | 魔鬼女教頭                                                              | 張麗淇 |
|        | GOGO G-boys                                                             |        |
| 2008年 | 花吃了那女孩                                                            | Angela |
|        | 一八九五                                                                | 英妹   |

### MV
- 分手快樂（梁靜茹）
- 妖精（孔令奇）
- 有沒有一首歌會讓你想起我（周華健）
- 你說的對（周華健）
- 溫柔（五月天）
- 終結孤單（五月天）
- 而我知道（五月天）
- 明年你還愛我嗎（陳昇）
- 愛依然（那英）
- 都是他（林凡）
- 難道（林凡）
- 我也會愛上別人的（辛曉琪）
- 說（劉若英）
- 月亮代表誰的心（陶喆）
- My Anata（陶喆）
- 握你的手（光良）
- 我們怎麼了（S.H.E）
- 明天（楊乃文）
- 冬天下午的太陽 （張震嶽）
- 愛是唯一（沈建宏）
- 純真 MaydayBlue20th（五月天）
- 溫柔 MaydayBlue20th（五月天）

## 音樂作品

### 唱片
- 滾石畢業生合集  你給我記住 （趙之璧/許安安/錦繡二重唱/裴琳）
- 風中戰士原聲帶  無法入睡（許安安）
- 愛是唯一（沈建宏/許安安）

## 意外事件
2007年，胡安安在橫店影視城拍攝電視劇《亂世豪門》的強暴戲時，遭大陸臨時演員侵犯，導致胯下瘀青。

## 外部連結
- ドリアン事務所 日本公式サイト （页面存档备份，存于）
- 胡安安的Facebook專頁
- 許安安在互联网电影资料库（IMDb）上的資料（英文）
- 許安安在香港影庫上的簡介
- 許安安在豆瓣上的资料（简体中文）